# جورج يوردانيدس
جورج يوردانيدس (9 نوفمبر 1913 - 24 فبراير 2014) ممثل مصري من أصل يوناني.

## الأفلام
- السبع بنات (1961)
- شهر عسل .. بصل (1960)
- لوعة الحب (1960)
- الفانوس السحري (1960)
- بين ايديك (1960)
- بين السماء والأرض (1959)
- حسن وماريكا (1959)
- سر طاقية الإخفاء (1959)
- إحنا التلامذة (1959)
- المعلمة (1958)
- الزوجة العذراء (1958)
- بورسعيد (1957)
- أنت حبيبي (1957)
- دليلة (1956)
- عرايس في المزاد (1955)
- الجسد (1955)
- بنت الجيران (1954)
- خطف مراتي (1954)
- أرض الأبطال (1953)
- حب في الظلام (1953)
- مليون جنيه (1953)
- شم النسيم (1952)
- كأس العذاب (1952)
- بنت العمدة (1949)

## وصلات خارجية
- السينما - قاعدة بيانات الأفلام العربية - جورج يوردانيدس